# Вейвановский, Павел Йозеф
Павел Йозеф Вейвановский (чеш. Pavel Josef Vejvanovský; 1639 или 1640, Гульчин, Силезия — 24 июля 1693, Кромержиж, Моравия) — чешский барочный композитор. Наряду с Адамом Михной считается наиболее выдающимся чешским музыкантом XVII столетия.

## Биография
Точная дата рождения неизвестна. Исходя из показаний Вейвановского о его возрасте, сохранившихся в протоколе судебного заседания, в качестве года рождения указывают 1639. Его родители жили в Глучине, Моравской Остраве и Гуквальдах, где его отец служил капралом в страже замка. В 1656—1660 Вейвановский учился в иезуитской гимназии в Опаве, где познакомился с композиторами Генрихом Бибером и Филиппом Риттлером, оказавшими на него заметное влияние.
После окончания гимназии Вейвановский поступил на службу к оломоуцкому епископу Карлу Лихтенштейну в качестве члена оркестра в Кромержиже. После отъезда Бибера в Зальцбург в 1664 Вейвановский занял его место дворцового трубача кромнержижского замка и капельмейстера в соборе св. Маврикия в Оломоуце. Его старейшее сохранившееся произведение относится к этому периоду.
В 1666 году Вейвановский женился на дочери мэра Кромержижа, родившей ему 8 детей. В 1670 году он возглавил епископский оркестр и стал одним из самых высокооплачиваемых служащих епископского двора. Владел множеством недвижимости и был одним из самых уважаемых горожан. Скончался 24 июля 1690 года, в записи о похоронах был указан возраст 60 лет.

## Творчество
Павел Йозеф Вейвановский подписывался под своими партитурами как «полевой трубач». В его творчестве преобладают произведения оркестровые, часто с богатым участием духовых инструментов. Всего его наследие насчитывает около 120 произведений, как светских (сонат, серенад, балетов), так и духовных (сонат, месс, псалмов, литаний и т. д.). Композитор владел обширной музыкальной библиотекой, многие произведения в которой не подписаны и, несмотря на многочисленные исследования, их авторство окончательно не установлено.
При жизни автора его произведения не были слишком распространены, упоминания его композиций встречаются лишь в нескольких списках музыкальных материалов, современных композитору (в городах Сланы, Кремсмюнстер, Товачов).